# Iehorivka, Krînîcikî
Iehorivka (în ucraineană Єгорівка) este un sat în comuna Cervonîi Promin din raionul Krînîcikî, regiunea Dnipropetrovsk, Ucraina.

## Demografie
Componența lingvistică a localității Iehorivka
     Ucraineană (95,61%)
     Rusă (3,51%)
     Alte limbi (0,88%)
Conform recensământului din 2001, majoritatea populației localității Iehorivka era vorbitoare de ucraineană (95,61%), existând în minoritate și vorbitori de rusă (3,51%).